# В поисках короля
«В поисках короля» (англ. The Forgotten King) — фильм режиссёра Николая Хомасуридзе 2013 года.

## Сюжет
История, основанная на истинной и выдуманноми событиями и включающая некоторые коды от знаменитой Грузинской поэмы «Витязь в тигровой шкуре», написанное Шотой Руставели в конце XII века. Известный продюсер фильма Деметр Орбели и его жена Элен посетили свою родину Тбилиси, Грузия в 11.11.11, что является лучшим днем для путешествий в прошлом. В отеле их атаковали нацистские убийцы, но они были спасены воинами-монахами, которые привели их в замок Гиорги. Гиорги и Деметре путешествовали в прошлом, чтобы узнать правду о реальном потомке короля и фактах, которые были скрыты в течение столетий.

## В ролях
- Миша Аробелидзе — Советский солдат # 2
- Каха Абуашвили — Советский солдат # 4
- Темо Барбакадзе — Лаврентий Берия
- Эльгуджа Бурдули — Шота Руставели
- Нугзар Чиковани — Илья Чавчавадзе